# Stig Hansson (politiker)
Stig Folke Hansson, född 6 februari 1913 i Grönby församling, Malmöhus län, död 24 oktober 2006 i Trelleborgs församling, var en svensk lantbrukare och centerpartistisk riksdagsledamot samt landstingsråd.
Hansson var ledamot av andra kammaren 1949–1956 samt 1959–1965, invald i Malmöhus läns valkrets.